# Hypericum ruscoides
Hypericum ruscoides är en johannesörtsväxtart som beskrevs av José Cuatrecasas. Hypericum ruscoides ingår i släktet johannesörter, och familjen johannesörtsväxter. Inga underarter finns listade i Catalogue of Life.